# Birgit Munch
Birgit Munch (født i 1964) er en dansk forfatter.